# Fantom (álbum de Mœnia)
Fantom es la octava producción discográfica del trío musical mexicano de género electrónico Mœnia. Se considera como el primer disco en el que se experimenta combinando letra original con fragmentos y versos de canciones de otros artistas anteriormente conocidas.

## Lista de canciones
| #  | Título            | Duración |
| -- | ----------------- | -------- |
| 01 | Comerte mejor     | 3:30     |
| 02 | Corazón azulado   | 4:44     |
| 03 | Prohibido besar   | 3:28     |
| 04 | Todo mal          | 4:02     |
| 05 | Me liberé         | 3:43     |
| 06 | Quédate tranquila | 4:26     |
| 07 | Valió             | 3:59     |
| 08 | Mis 23            | 3:52     |
| 09 | Tienes que saber  | 3:36     |
| 10 | Todo está mejor   | 3:51     |
| 11 | Jamás!            | 3:43     |
| 12 | Gracias           | 4:39     |

** Todos los temas son compuestos por Alfonso Pichardo, Jorge Soto y Alex “Midi” Ortega. 

### Créditos adicionales
- (1) “Comerte mejor” - con fragmentos extraídos de No puedo más de Caló en el álbum Lengua de hoy (1990).

- (2) “Corazón azulado” - con fragmentos extraídos de Ya viene el sol de Mecano publicado en el disco del mismo nombre (1984).

- (3) “Prohibido besar” - con fragmentos de A dónde de Cetu Javu en el álbum Southern Lands (1989).

- (4) “Todo mal” - con fragmentos extraídos de La chispa adecuada de Héroes del Silencio en el álbum Avalancha (1995).

- (5) “Me Liberé” - contiene fragmentos extraídos de Lindas criaturas de Aleks Syntek y la Gente Normal en el álbum Lugar secreto (1997).

- (6) “Quédate tranquila” - con fragmento de Día Cero de La Ley en su álbum Invisible (1995).

- (7) "Valió" - con fragmento de A Little Respect de Erasure incluido en el álbum The Innocents (1988).

- (8) "Mis 23" - con fragmentos de El final de Rostros Ocultos incluido en el álbum Abre tu corazón (1989) y No Huyas de mí de Kenny y los Eléctricos (1988).

- (9) "Tienes que saber" - incluye fragmento de Es por ti de Cómplices incluido en el álbum La danza de la ciudad (1990).

- (10) "Todo está mejor" - este tema presenta fragmento de Hipnotízame de Fobia en álbum Amor chiquito (1995).

- (11) "Jamás!" - incluye letra de No seas tan cruel de Timbiriche del álbum Timbiriche VII (1987).

- (12) "Gracias" - este utiliza de fondo al tema Hoppípolla de Sigur Rós del álbum Takk... (2005).

- Datos: Q51686091